# Mlynická dolina
Mlynická dolina je údolí ledovcového původu ve Vysokých Tatrách. Leží v rozsoše Kriváně mezi hřebeny Soliska a hřebenem Bašt, závěru údolí dominuje vrchol Štrbského štítu (2381 m). Údolí je tvořeno třemi výraznými terasami. V nejsvrchnější leží Okrúhlé pleso a Capie pleso, ve střední několik Kozích ples a Volie plieska, skalní hranu mezi druhou a třetí terasou překonává známý a vyhledávaný vodopád Skok. Údolím prochází žlutá turistická značka , která je od vodopádu jednosměrná a vede přes Bystrou lávku do Furkotské doliny.

## Chráněné území
Mlynická dolina je národní přírodní rezervace v oblasti TANAP Nachází se v okrese Poprad v Prešovském kraji. Území bylo vyhlášeno či novelizováno v roce 1991 na rozloze 704,29 ha. Ochranné pásmo nebylo stanoveno.